# Cephalocarpus
Cephalocarpus es un género de plantas herbáceas pertenecientes a la familia de las ciperáceas.   Comprende 13 especies descritas y de estas, solo 4 aceptadas.

## Taxonomía
El género fue descrito por Nees in C.F.P.von Martius y publicado en Flora Brasiliensis 2(1): 162, pl. 18. 1842. La especie tipo es: Cephalocarpus dracaenula Nees in C.F.P.von Martius & auct

## Especies aceptadas
A continuación se brinda un listado de las especies del género Cephalocarpus aceptadas hasta julio de 2011, ordenadas alfabéticamente. Para cada una se indica el nombre binomial seguido del autor, abreviado según las convenciones y usos.
- Cephalocarpus confertus Gilly
- Cephalocarpus dracaenula Nees in C.F.P.von Martius & auct
- Cephalocarpus obovoideus T.Koyama
- Cephalocarpus rigidus Gilly ex Gleason & Kill